# Canada-Tonga en rugby à XV
Cet article présente l'historique des confrontations entre l'équipe du Canada et l'équipe des Tonga en rugby à XV. Les deux équipes se sont affrontées à six reprises dont trois fois en Coupe du monde. Le Canada a remporté quatre matchs contre deux pour les Tonga.

## Les confrontations
| No | Date              | Lieu                                    | Match          | Score   | Compétition              |
| -- | ----------------- | --------------------------------------- | -------------- | ------- | ------------------------ |
| 1  | 25 octobre 1974   | Brockton Oval, Vancouver, Canada        | Canada – Tonga | 14 – 40 | Test match               |
| 2  | 24 mai 1987       | McLean Park, Napier, Nouvelle-Zélande   | Canada – Tonga | 37 – 4  | Coupe du monde (poule B) |
| 3  | 3 juillet 1999    | Teufaiva Stadium, Nukuʻalofa, Tonga     | Tonga – Canada | 18 – 10 | Pacific Rim Championship |
| 4  | 20 mai 2000       | Thunderbird Stadium, Vancouver, Canada  | Canada – Tonga | 29 – 11 | Pacific Rim Championship |
| 5  | 29 octobre 2003   | WIN Stadium, Wollongong, Australie      | Canada – Tonga | 24 – 7  | Coupe du monde (poule D) |
| 6  | 14 septembre 2011 | Okara Park, Whangarei, Nouvelle-Zélande | Tonga – Canada | 20 – 25 | Coupe du monde (poule A) |
| 7  | 8 juin 2013       | Richardson Stadium, Kingston Canada     | Canada – Tonga | 36 – 13 | Pacific Nations Cup 2013 |
| 8  | 11 avril 2015     | Swangard Stadium, Burnaby Canada        | Canada – Tonga | 18 – 28 | Pacific Nations Cup 2015 |